# Vladímir Goleníshchev
Vladímir Semiónovich Goleníshchev (Влади́мир Семёнович Голени́щев) (29 de enero de 1856-5 de agosto de 1947) fue un gran egiptólogo ruso y uno de los precursores de la egiptología.
Golenishchev provenía de una vieja familia noble rusa y se educó en la universidad de San Petersburgo. En 1884-85 organizó y financió excavaciones en Uadi Hammamat, Egipto, y la investigación en Tell el-Maskhuta en 1888-89. Durante las dos décadas siguientes viajó a Egipto más de sesenta veces y compiló una enorme colección de más de 6000 antigüedades egipcias, incluyendo algunos documentos tan importantes como el Papiro de Moscú, la Historia de Unamón, y varios retratos de El Fayum. También publicó varios papiros del Hermitage, como La profecía de Neferti, custodiada en el Museo del Hermitage.
Vendió su colección al Museo Pushkin en 1909. Después de la Revolución rusa de 1917, no regresó a Rusia, residiendo en Niza y El Cairo. En Egipto, estableció y ocupó la cátedra de Egiptología en la universidad de El Cairo de 1924 a 1929. El Museo Egipcio de El Cairo también lo contrató, en donde catalogó los papiros hieráticos. 
Murió en Niza, a los 90 años. Una parte de sus documentos está en el Griffith Institute de Oxford.